# Вигон
Ви́гон — село Шабівської сільської громади в Білгород-Дністровському районі Одеської області, Україна. Населення становить 738 осіб.

## Населення
Згідно з переписом 1989 року населення села становило 622 особи, з яких 300 чоловіків та 322 жінки.
За переписом населення 2001 року в селі мешкали 734 особи.

### Мова
Розподіл населення за рідною мовою за даними перепису 2001 року:
| Мова       | Відсоток |
| ---------- | -------- |
| українська | 91,19 %  |
| російська  | 7,86 %   |
| циганська  | 0,68 %   |
| болгарська | 0,14 %   |
| молдовська | 0,14 %   |